# پلیکان رپیدز (مینه‌سوتا)
پلیکان رپیدز، مینه‌سوتا (به انگلیسی: Pelican Rapids, Minnesota) یک شهر در ایالات متحده آمریکا است که در شهرستان اوتر تیل، مینه‌سوتا واقع شده است.

## خصوصیات
پلیکان رپیدز ۶٫۸۱ کیلومترمربع مساحت و ۲٬۴۶۴ نفر جمعیت دارد و ۳۹۸ متر بالاتر از سطح دریا واقع شده‌است.